# ديلم شاه
ديلم‌ شاه هي قرية في مقاطعة سراب، إيران. عدد سكان هذه القرية هو 80 في سنة 2006.